# Have a Little Faith
Have a Little Faith (с англ. — «...Немного веры») — четырнадцатый студийный альбом британского певца Джо Кокера, выпущенный в 1994 году.
Тони Джо Уайт, автор и первый исполнитель «Let the Healing Begin» и «Angeline», сыграл на электрогитаре для обоих треков.

## Список композиций
| №  | Название                    | Автор(ы)                                 | Длительность |
| -- | --------------------------- | ---------------------------------------- | ------------ |
| 1. | «Let the Healing Begin»     | Тони Джо Уайт                            | 5:13         |
| 2. | «Have a Little Faith in Me» | Джон Хайатт                              | 4:40         |
| 3. | «The Simple Things»         | Рик Найер, Фил Рой, Джон Шенкс           | 4:54         |
| 4. | «Summer In the City»        | Марк Себастиан, Джон Себастиан, Стив Бун | 4:10         |
| 5. | «The Great Divide»          | Диллон О`Брайен, Джей.Ди. Сауфер         | 3:33         |
| 6. | «Highway Highway»           | Стивен Аллен Дэйвис                      | 4:31         |

| №   | Название                                | Автор(ы)                              | Длительность |
| --- | --------------------------------------- | ------------------------------------- | ------------ |
| 7.  | «Too Cool»                              | Кей Флеминг, Грег Саттон              | 4:45         |
| 8.  | «Soul Time»                             | Уилл Дженингс, Фрэнки Миллер          | 4:35         |
| 9.  | «Out of the Blue»                       | Робби Робертсон                       | 3:45         |
| 10. | «Angeline»                              | Кокер, Уайт                           | 4:30         |
| 11. | «Hell and Highwater»                    |                                       | 4:12         |
| 12. | «Standing Knee Deep In a River»         | Баки Джонс, Дики Ли, Боб МакДилл      | 4:09         |
| 13. | «Take Me Home» (дуэт с Беккой Брамлетт) | Джон Кэпек, Марк Джордан, Стив Кипнер | 4:21         |

| №   | Название                | Автор(ы)               | Длительность |
| --- | ----------------------- | ---------------------- | ------------ |
| 14. | «My Strongest Weakness» | Майк Рейд, Наоми Джадд | 4:12         |

## В записи участвовали
- Джо Кокер — вокал, продюсирование;
- Тим Пирс, Майкл Томпсон, Тони Джо Уайт — гитара
- Боб Фейт, Абрахам Лабориэль — бас-гитара
- Крис Стейнтон — пианино
- Си Джей Уэнстон — пианино, синтезатор, аранжировки
- Джек Бруно — ударные
- Ленни Кастро — перкуссия
- Дон Шелтон — саксофон
- Эрни Уоттс — альт-саксофон
- Александер Йелс — тромбон
- Рик Баптист, Уэйн Бержерон — труба
- Александра Браун, Джоуи Диггс, Мортонетт Дженкинс, Марлена Джетер, Стив Кипнер, Ламонт Ван Хук, The Water Sisters, Фрэд Уайт — бэк-вокал

## Чарты и сертификации
| Год  | Страна         | Чарт                | Позиция |
| ---- | -------------- | ------------------- | ------- |
| 1994 | Австрия        | Ö3 Austria Top 40   | 2       |
| 1994 | Великобритания | SNEP                | 9       |
| 1994 | Германия       | Offizielle Top 100  | 3       |
| 1994 | Дания          | MegaCharts          | 2       |
| 1994 | Норвегия       | VG-lista            | 11      |
| 1994 | США            | The Billboard 200   | 89      |
| 1994 | Швейцария      | Schweizer Hitparade | 2       |
| 1994 | Швеция         | Sverigetopplistan   | 7       |

| Сертификатор | Значение        | Всего продано |
| ------------ | --------------- | ------------- |
| IFPI         | золотой диск    | 25 000^       |
| BPI          | золотой диск    | 100 000^      |
| BVMI         | платиновый      | 500 000^      |
| ZPAV         | золотой диск    | 50 000        |
| SNEP         | 2х золотой диск | 200,000^      |
| IFPI         | платиновый      | 50 000^       |